# Трактор ХТЗ (Диканька)
Трактор ХТЗ — пам'ятник трудової Слави у селищі Диканька Полтавської області.
Споруджено 1957 року на честь трудового подвигу механізаторів Диканської машинно-тракторної станції, перших трактористів-механізаторів: Я. В. Дзюби, B.C. Скотенка, Г. Г. Дроб'язка, О. С. Кодака. М. І. Клягіна, П. З. Собецького. Встановлений біля контори ремонтно-тракторного підприємства (сільгосптехніка).

## Історія
27 грудня 1931 року була створена машинно-тракторна станція. В кінці першої п'ятирічки її машинний парк нараховував 20 тракторів. Першими стаханівцями Диканської МТС стали трактористи І. Г. Горбась, H.H. Домненко, П. С. Коломієць, А. П. Лисенко.
У 1941 році всю техніку Диканської МТС евакуювали до Сталінградської області.
У 1943 році повністю знищині господарські будівлі станції нацистські окупантами.
У 1950-ті роки була створена нова Диканська МТС з сучасними майстернями, гаражами, господарськими будівлями. Крім того споруджені клуб, їдальня, гуртожиток та шість житлові двоквартирні будинки.
У 1958 році станція мала 109 тракторів, 60 зернових і 25 кукурудзяних комбайнів, 22 картоплекопачі, 12 автомашин.

## Опис
У 1957 р. на постаменті з бутового каменю (вис. 3,0 х 1,57 х 2.0 м) встановлений один з перших тракторів МТС — трактор ХТЗ, на якому працювали перші трактористи-механізатори М. І. Клягін. П. З. Собецький, Я. В. Дзюба, B.C. Скотенко, Г. Г. Дроб'язко, О.С Кодак.
На постаменті встановлено дві гранітні дошки (0,45 х 0,35 м) з пам'ятним написом: «Встановлено на честь 50-річчя Великого Жовтня» та прізвищами трактористів: «Перші механізатори Диканської МТС Клягін М. І. — старший механік. Собецький П. З. -механік, трактористи Дзюба Я.В, Скотенко B.C., Дроб'язко Г. Г. Кодак О. С.».